# Kazmi
Kazmi o Kazemi è un cognome di lingua araba. È diffuso in tutto il mondo, soprattutto in Siria, Iran, Pakistan, India e Afghanistan.

## Persone
- Arsalan Kazemi
- Nasir Kazmi